# Onyx ORE-1
La Onyx ORE-1 è una monoposto di Formula 1 costruita dalla scuderia britannica Onyx Grand Prix per partecipare al campionato mondiale di Formula 1 1989.

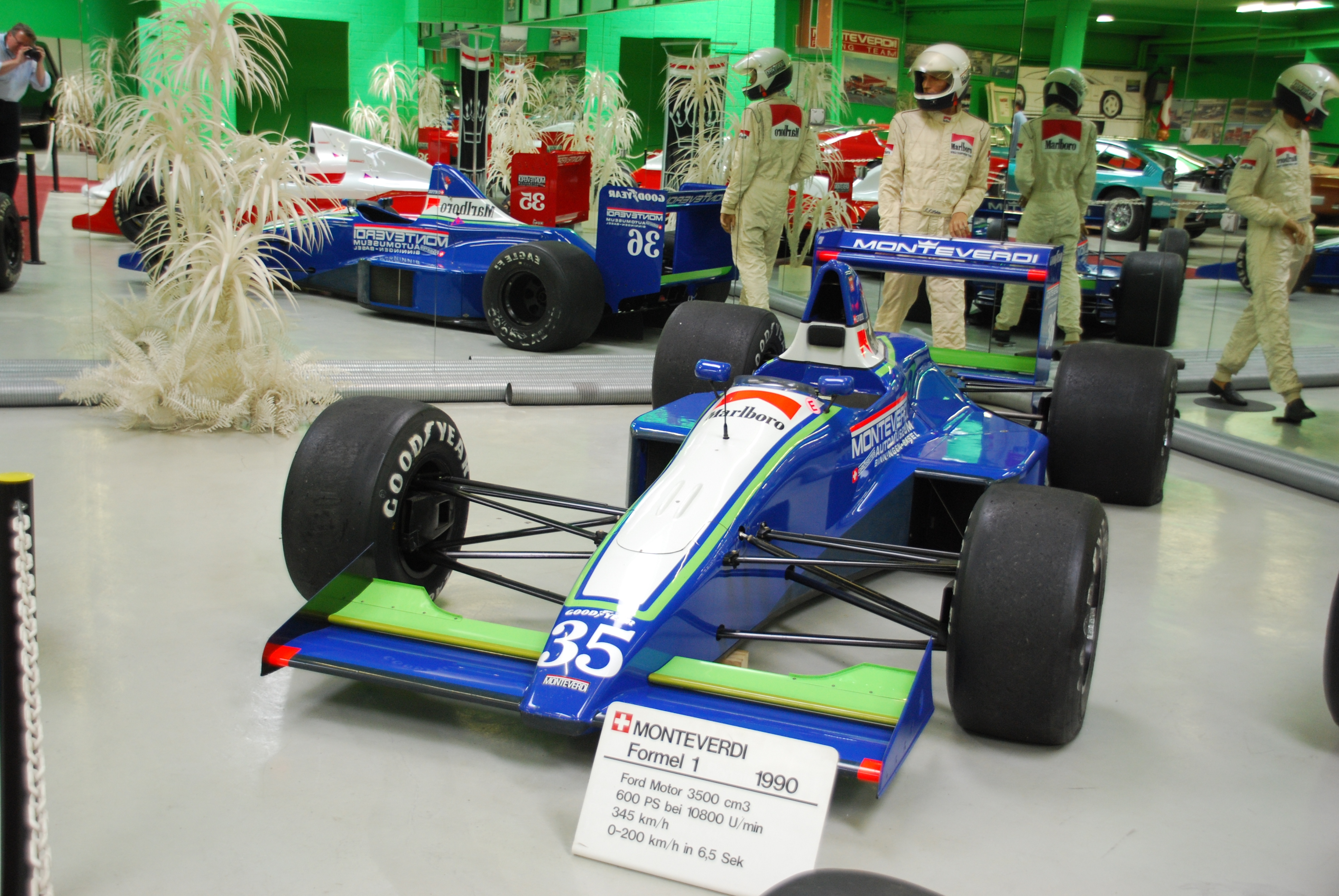
Onyx-Monteverdi ORE-1B del 1990

Progettata da Alan Jenkins, è stata nel 1990 aggiornata alla versione Onyx ORE-1B. Prima del Gran Premio di Germania del 1990, a causa del cambiamento di proprietà, la vettura assunse il nome di Monteverdi ORE-1B.